# Grive d'Everett
Zoothera everetti
Espèce
Statut de conservation UICN

 NT  : Quasi menacé
La Grive d'Everett (Zoothera everetti) est une espèce de passereau de la famille des Turdidae.

## Répartition et habitat
Cette espèce est endémique de Malaisie orientale. Elle se rencontre au Sabah et au Sarawak. Elle vit dans les forêts décidues entre 1 200 et 2 300 m d'altitude.
Elle est menacée par la perte de son habitat.

## Étymologie
Son nom commémore l'administrateur colonial et collectionneur zoologique britannique Alfred Hart Everett.